# 158 (szám)
A 158 (százötvennyolc) a 157 és 159 között található természetes szám.
Nem oldható meg a φ(x)=158 egyenlet a természetes számok halmazán (nontóciens szám).
Perrin-szám.